# Abu-l-Alà Zuhr
|  | Per a altres significats, vegeu «Ibn Zuhr (desambiguació)». |

Abu-l-Alà Zuhr ibn Abd-al-Màlik ibn Muhàmmad, més conegut simplement com a Abu-l-Alà, que a Occident va esdevenir Aboali, Abuleli, o com Abu-l-Alà Zuhr, transformat al món occidental en Abulelizor o Albuleizor, fou un metge notable andalusí de Sevilla, que va exercir sota els abbadites i després va servir a Yússuf ibn Taixfín (1091) el califa almoràvit, del que va ser wazir o visir o almenys un càrrec molt important. Va morir a Còrdova el 1130. Fou considerat un gran metge que curava amb medicines miraculoses i diagnosticava només amb l'examen de l'orina dels pacients i prenent el seu pols. Va deixar almenys nou obres.